# Володимир (Прийма)
Володи́мир При́йма (17 липня 1906, Страдч, нині Яворівський район, Львівська область — 26 червня 1941, там само) — блаженний Української греко-католицької церкви.

## Життєпис
Володимир Прийма народився 17 липня 1906 року в с. Страдч (нині Яворівський район, Львівська область, Україна). Батько, Іван Прийма, був дяком і секретарем при церкві, мати — Ганна Прийма. Охрещений в с. Страдч у 1906 році.
Володимир закінчив дяківську бурсу при Митрополитові Андреєві Шептицькому, був дяком і дириґентом у церкві цього ж села. Одружився 10 листопада 1931 року з Марією Стойко.
Дяк Володимир Прийма — це порядна, добра людина, яка зберегла міцну віру й не злякалася небезпеки воєнного часу та переслідування, яких зазнавала Українська греко-католицька церква з боку вороже налаштованого більшовицького режиму. Він брав активну участь у житті парохії. Взагалі, родина була взірцевою в селі: батько Володимира Прийми був дяком, його брати Мирон і Максим, були священниками. Зі слів ще живих парохіян, дяк користувався пошаною, його любили та цінували як гідну, чесну й справедливу людину.
Свідки зазначають, що в четвер 26 червня 1941 року дяк Володимир Прийма і отець-доктор Микола Конрад пішли сповідати хвору жінку. Дорогою додому їх наздогнали НКВСівці. Страшно лаючись, вони повели священника й дяка до лісу Бірок і там обох по-звірячому замордували. Тіло дяка Володимира Прийми було дуже покалічене, побите, він мав поламані ребра. Дяк Володимир Прийма засвідчив свою віру в Бога мученицькою смертю.

## Вшанування
Обряд беатифікації відбувся 27 червня 2001 р. у м. Львові під час Святої Літургії у візантійському обряді за участі Івана Павла ІІ.